# Kuselar-e Olja
Kuselar-e Olja – wieś w Iranie, w ostanie Azerbejdżan Zachodni, w szahrestanie Mijandoab. W 2006 roku liczyła 469 mieszkańców.